# 2013年アイスホッケー世界選手権
2013年アイスホッケー世界選手権（2013 Men's World Ice Hockey Championships）は、国際アイスホッケー連盟によって開催された第77回目のアイスホッケー世界選手権である。トップディヴィジョンからディヴィジョンIIIまで4つのディヴィジョンで48か国が参加。各ディヴィジョンの結果に応じ2014年アイスホッケー世界選手権でのディビジョンが振り分けられる予定である。
 スウェーデンがトップディヴィジョンで9回目の優勝。準優勝は スイス。第3位は アメリカ合衆国。

## チャンピオンシップ
トップディヴィジョンは2013年5月3日から19日にストックホルム（ スウェーデンのストックホルム・グローブ・アリーナとヘルシンキ（ フィンランド）のハートウォールアリーナで開催された。
最終順位
1. スウェーデン
2. スイス
3. アメリカ合衆国
4. フィンランド
5. カナダ
6. ロシア
7. チェコ
8. スロバキア
9. ドイツ
10. ノルウェー
11. ラトビア
12. デンマーク
13. フランス
14. ベラルーシ
15. オーストリア — 次回大会ディヴィジョン I Aに降格
16. スロベニア — 次回大会ディヴィジョン I Aに降格

## ディヴィジョン I
ディヴィジョン I グループAはブダペスト（ ハンガリー）。グループBはドネツク（ ウクライナ）で2013年4月14日から20日にかけて開催された。
| ディヴィジョン I グループA — 最終順位 1. カザフスタン — 次回大会チャンピオンシップに昇格 2. イタリア — 次回大会チャンピオンシップに昇格 3. ハンガリー 4. 日本 5. 韓国 6. イギリス — 次回大会ディヴィジョン I Bに降格 | ディヴィジョン I グループB — 最終順位 1. ウクライナ — 次回大会ディヴィジョン I Aに昇格 2. ポーランド 3. オランダ 4. ルーマニア 5. リトアニア 6. エストニア — 次回大会ディヴィジョン II A に降格 |

## ディヴィジョン II
ディヴィジョンII グループAはザグレブ（ クロアチア）、グループBはイズミット（ トルコ）で2013年4月14日から20日に開催された。
| ディヴィジョン II グループA — 最終順位 1. クロアチア — 次回大会ディヴィジョン I B に昇格 2. ベルギー 3. アイスランド 4. オーストラリア 5. セルビア 6. スペイン — 次回大会ディヴィジョン II B に降格 | ディヴィジョン II グループB — 最終順位 1. イスラエル — 次回大会ディヴィジョン II A に昇格 2. ニュージーランド 3. メキシコ 4. 中華人民共和国 5. トルコ 6. ブルガリア — 次回大会ディヴィジョン III に降格 |

## ディヴィジョン III
予選トーナメントは2012年10月14日から17日に アラブ首長国連邦で開催された。ギリシャとUAEを加えたディヴィジョン III は2013年4月15日から21日にケープタウン（ 南アフリカ共和国）で開催された。
| ディヴィジョン III — 最終順位 1. 南アフリカ共和国 — 次回大会ディヴィジョン II グループB に昇格 2. 北朝鮮 3. ルクセンブルク 4. アイルランド 5. ギリシャ 6. アラブ首長国連邦 | 予選トーナメント — 最終順位 1. アラブ首長国連邦 — ディヴィジョン IIIに出場 2. ギリシャ — ディヴィジョン IIIに出場 3. モンゴル 4. ジョージア |